# Banksia candolleana
Banksia candolleana är en tvåhjärtbladig växtart som beskrevs av Meissn.. Banksia candolleana ingår i släktet Banksia och familjen Proteaceae. Inga underarter finns listade i Catalogue of Life.